# Fisker Karma
Fisker Karma — спортивний седан люкс класу з гібридним електро-бензиновим приводом фірми Fisker Automotive, Вироблявся в 2011-2012 рр. на заводі Valmet Automotive в Фінляндії.

## Опис

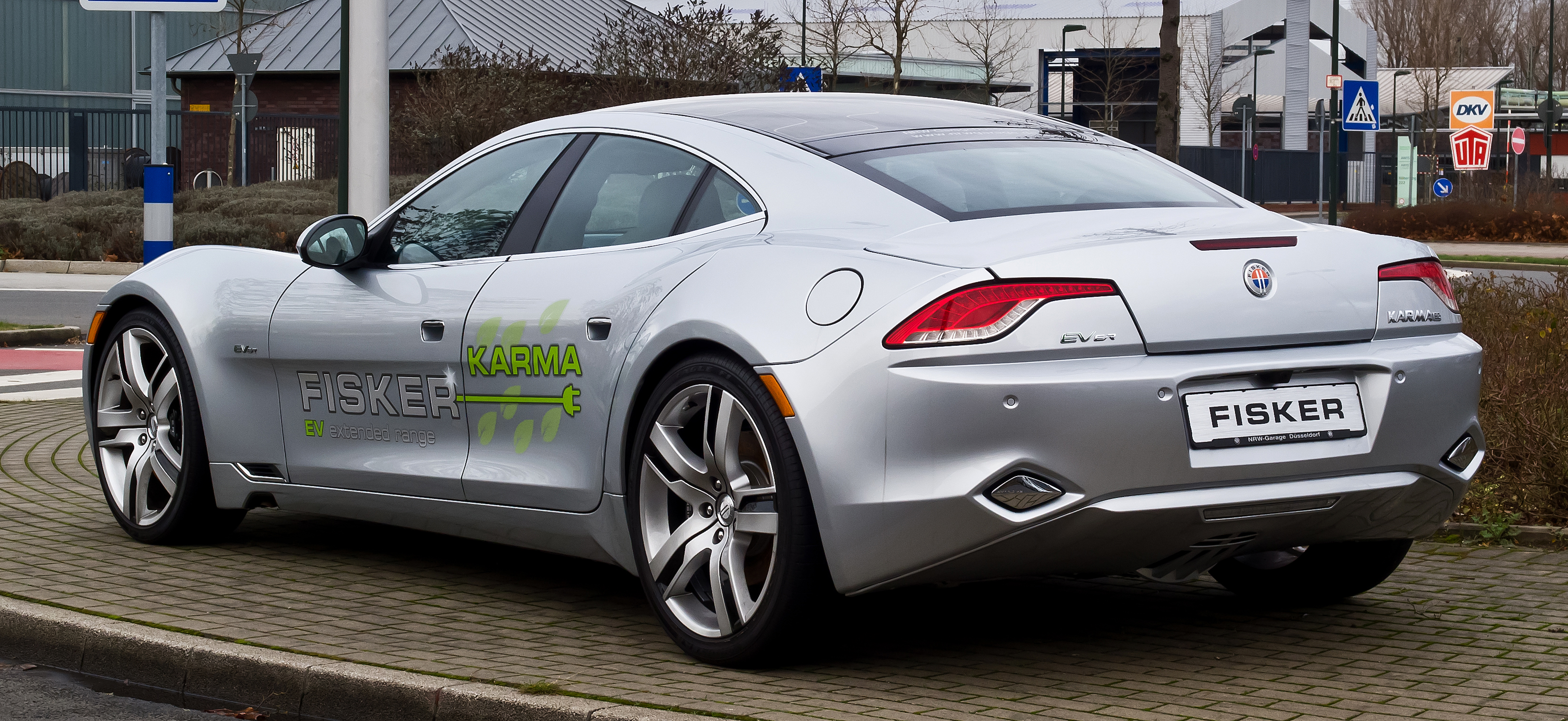
Fisker Karma

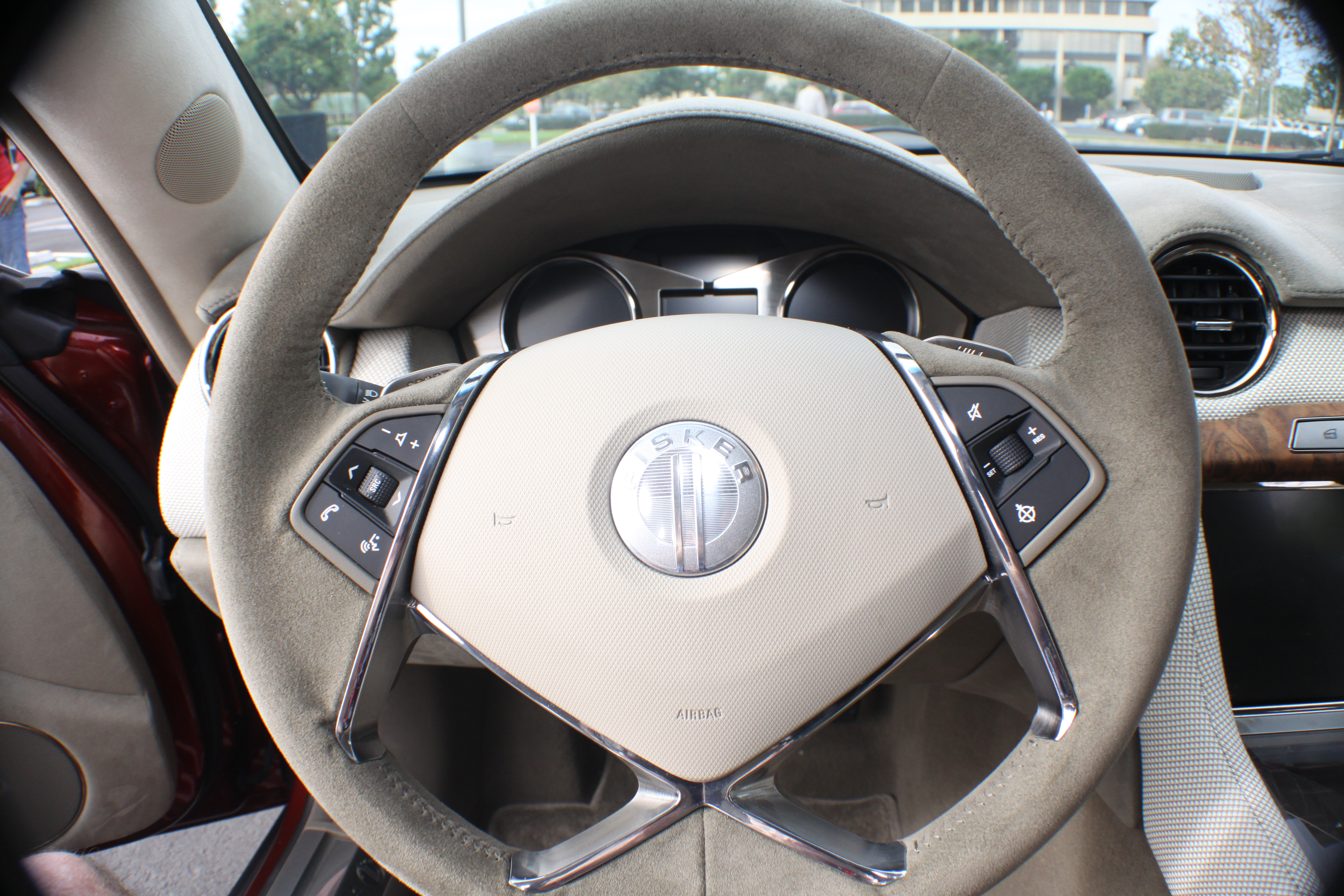

Вперше представлений на автосалоні в Детройті в 2008 році, модель планували виготовляти з 2009 року, але через технічні проблеми перші поставки автомобілів в США відбулися наприкінці липня 2011 року, а поставки для роздрібних клієнтів почалися в листопаді 2011 року. З грудня 2011 року ціни в США становили $102 000 за базову модель, і $116 000 для топ-моделі.
Автомобіль оснащувався 2.0 л turbo Ecotec VVT DI LNF I4 і двома електродвигунами потужністю 161 к.с.
У 2014 році марка викуплена китайським виробником «Wanxiang». Виробництво локалізовано в Каліфорнії на заводі «Karma Automotive» і в 2016 році почали виготовляти модернізований автомобіль під назвою Karma Revero. До 2019 року лінійний ряд було оновлено («Revero GT», «Revero GTS»), розроблені концепти спортивних родстерів електромобілів «Karma SC1» і «Karma SC2».

## VLF Destino
В січні 2013 року на Північноамериканському автосалоні в Детройті американська компанія VLF Automotive представила модель VLF Destino, який використовує кузов Fisker Karma з двигуном General Motors 6.2 л V8 потужністю 638 к.с. від Chevrolet Corvette ZR1 (C6).

## Karma Revero

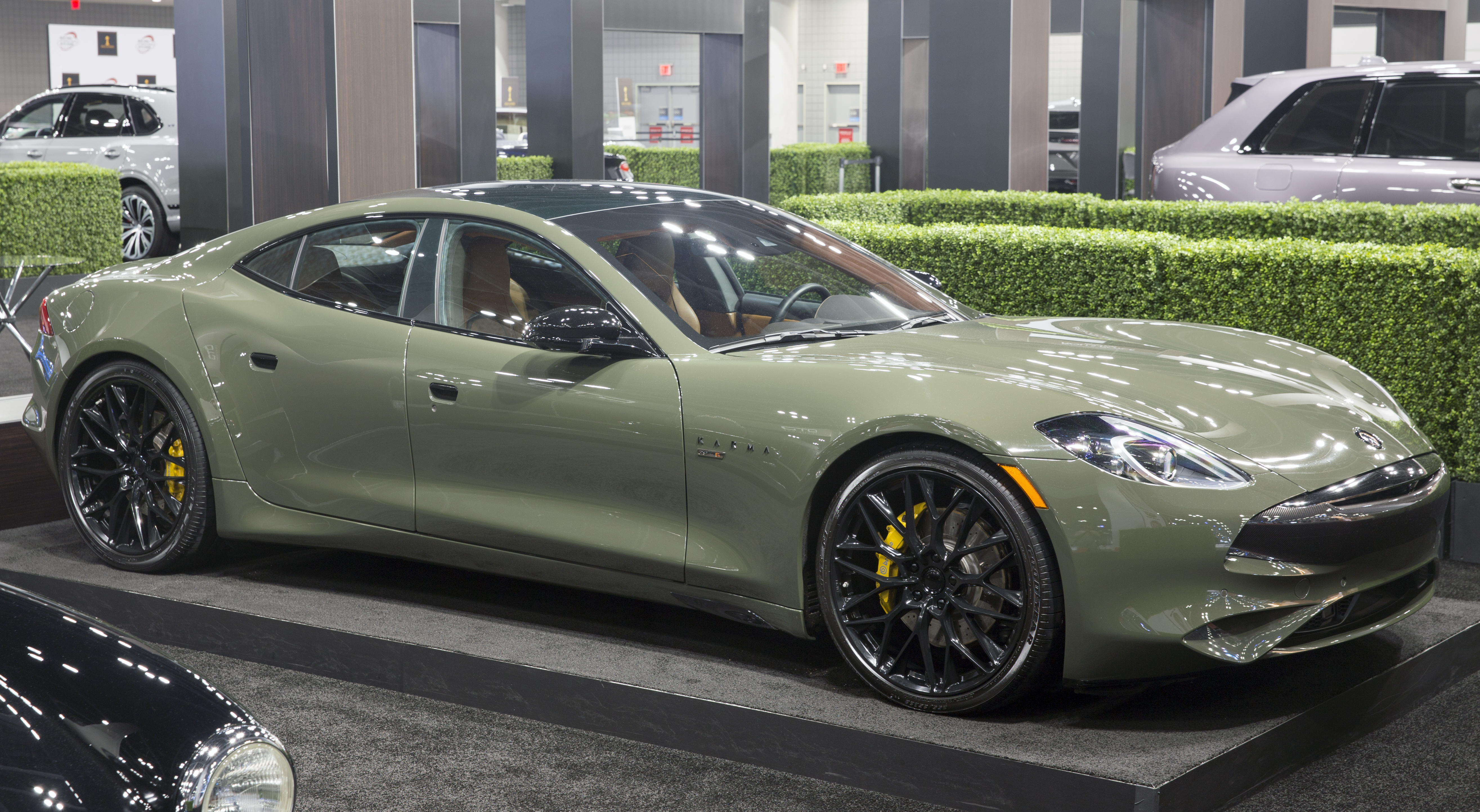
Karma GS-6

Karma Revero - це оновлена версія Fisker Karma від Karma Automotive, ребрендингового наступника Fisker Automotive, що дебютувала в 2016 році.

### Двигуни
- 2.0 L I4 turbocharged GM Ecotec LNF + 2 електродвигуни (Revero)
- 1.5 L BMW TwinPower I3 turbocharged B38A15T0 + 2 електродвигуни (Revero GT/GTS; з 2020)

## Drako GTE

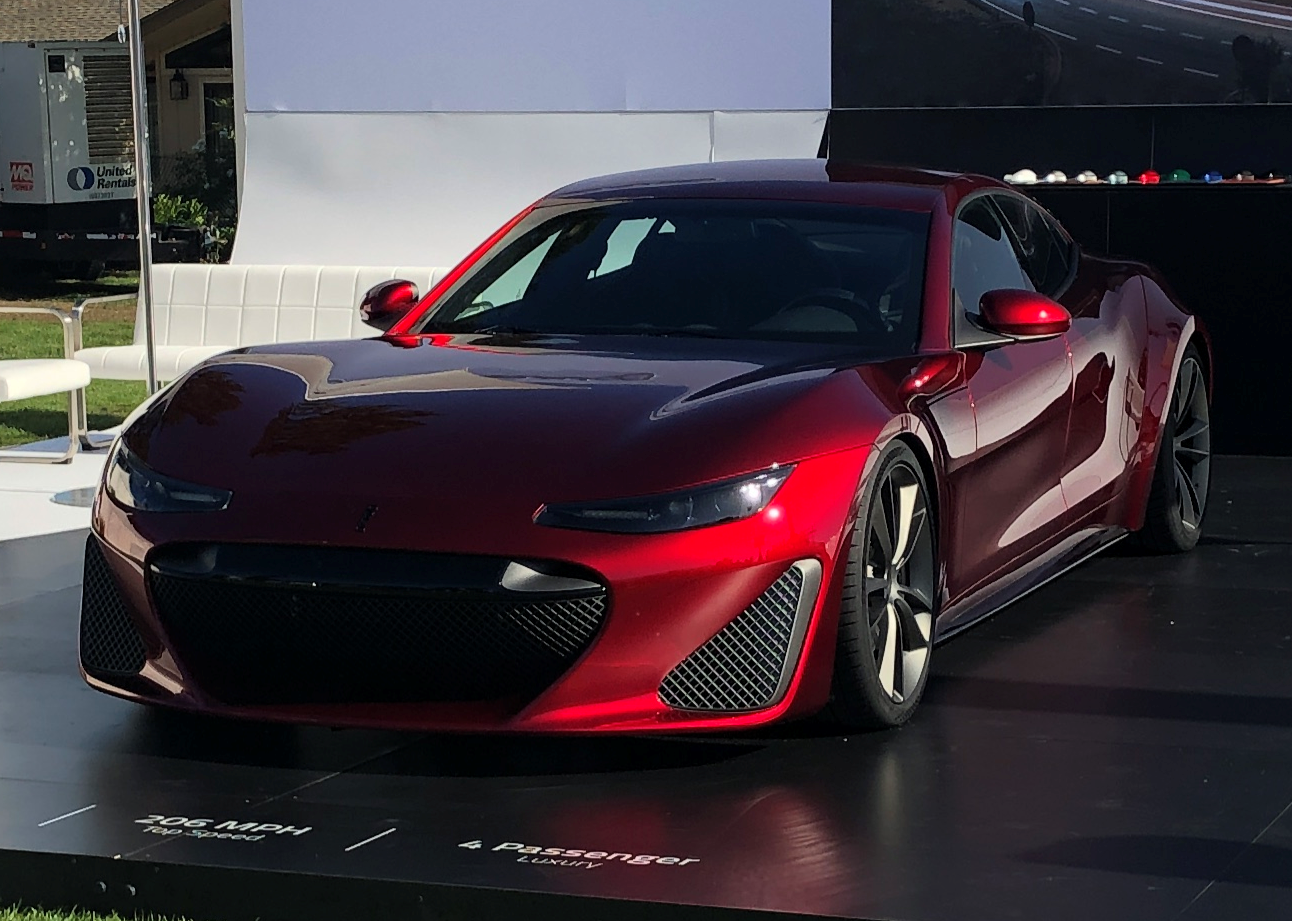
Drako GTE

Каліфорнійська компанія Drako Motors 19 серпня 2019 року представила свій перший електричний суперкар Drako GTE. Прем'єра відбулася на шоу Quail Motorsports Gathering у Кармелі. Авто вийшов продуктивним: кожне його колесо наводиться від власного електромотора, а сумарна віддача четвірки двигунів становить 1216 к.с. та 8800 Нм. (Максимальний момент, що крутить, вказаний «на колесах», з урахуванням передавального числа редукторів в 5,56, тобто на валах моторів там 1583 Нм в сумі).